# Erdoğan Atalay
Erdoğan Atalay (Hannover, 22 settembre 1966) è un attore tedesco di origini turche.
È noto per il ruolo dell'ispettore capo della polizia Semir Gerkhan in Squadra Speciale Cobra 11.

## Biografia
Nato da padre turco e madre tedesca, la sua carriera inizia all'età di diciotto anni, come protagonista nel musical Aladino e la lampada magica.
Nel 1984 si iscrive ad Amburgo alla Hochschule für Musik und Theater Hamburg, nota scuola di arte e musica. Dopo essere stato scelto nel 1995 per interpretare Semir Gerkhan in Squadra Speciale Cobra 11, l'allora nuovo telefilm poliziesco trasmesso da RTL, Atalay frequenta per un certo periodo di tempo la scuola di polizia, per imparare a maneggiare correttamente un'arma. Nel corso della sua carriera ha preso parte anche a Squadra Speciale Cobra 11 - Sezione 2, Maximum Speed, Hammer & Hart, CIS: Chaoten im Sondereinsatz e Luna di miele... con fantasmi.
Inoltre realizza alcuni spot per la Kia Motors insieme a Katja Woywood.

### Vita privata

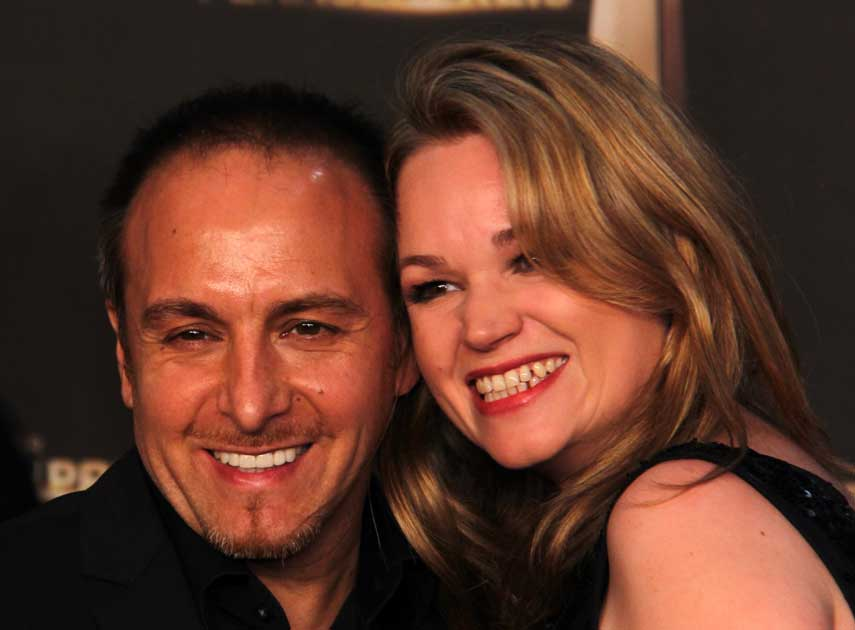
Erdogan Atalay con la moglie Katja Ohneck nel 2012

Dal 2004 al 2009 è stato sposato con Astrid Ann-Marie Pollmann, da cui ha avuto una figlia: l'attrice Pauletta Pollmann, nata nel 2002, la quale interpreta Ayda Gerkhan in Squadra Speciale Cobra 11. Dal 2011 frequenta la truccatrice Katja Ohneck con la quale si sposa nel 2017; la coppia ha avuto due figli: Maris e Matilda, nati rispettivamente il 9 luglio 2012 e il 28 maggio 2018.

## Filmografia

### Attore
- Squadra Speciale Cobra 11 (Alarm für Cobra 11 - Die Autobahnpolizei) – serie TV, 375 episodi (1996-2021)
- Maximum Speed, regia di Sigi Rothemund – film TV (2000)
- Squadra Speciale Cobra 11 - Sezione 2 (Alarm für Cobra 11 - Einsatz für Team 2) – serie TV, 1 episodio (2003)
- Hammer & Hart, regia di Hermann Joha – film TV (2006)
- CIS: Chaoten im Sondereinsatz, regia di Erik Haffner – film TV (2010)
- Luna di miele... con fantasmi (Geister: All Inclusive), regia di Axel Sand – film TV (2011)
- Soko 5113 – serie TV, 1 episodio (2013)
- Squadra Omicidi Istanbul (Mordkommission Istanbul) – serie TV, 1 episodio (2013)
- Squadra Speciale Stoccarda (SOKO Stuttgart) – serie TV, 1 episodio (2016)

### Doppiatore
- Alarm für Cobra 11 - Burning Wheels – videogioco (2008)
- Alarm für Cobra 11 - Highway Nights – videogioco (2009)
- Alarm für Cobra 11 - Das Syndikat – videogioco (2010)

## Doppiatori italiani
Nelle versioni in italiano delle opere in cui ha recitato, Erdoğan Atalay è stato doppiato da:
- Alessio Cigliano in Squadra Speciale Cobra 11, Squadra Speciale Cobra 11 - Sezione 2, Squadra Omicidi Istanbul
- Pasquale Anselmo in Squadra Speciale Stoccarda